# Robert Vollstedt
Robert Vollstedt est un compositeur allemand de valse, né à Meldorf le 19 décembre 1854 et mort à Hambourg le 22 novembre 1919.

## Œuvres
- The Merry Brothers, valse
- Jolly Fellows Waltz (vers 1895), valse
- Frères Joyeux (Jolly Brothers), valse
- Mitternacht, op. 33
- Walzerträume, op. 180
- Ballnachtzauber - Traumbild, Op. 199
- Comic Cake Walk

## Postérité
- La chanson Comic Cat Walk de Vollstedt fut l'une des chansons jouées par l'orchestre du Titanic le soir où il sombra[1].

## Partitions
- « Vollstedt » (partitions libres de droits), sur l'IMSLP